# سفارة روسيا في واشنطن العاصمة
سفارة روسيا في الولايات المتحدة هي التمثيلية الرسمية وسفارة روسيا في الولايات المتحدة.

## مقالات ذات صلة
- سفارة صربيا في واشنطن العاصمة
- سفارة كندا في واشنطن العاصمة
- سفارة أستراليا في واشنطن العاصمة